# Blame It on Rio
Blame It on Rio és una pel·lícula de comèdia romàntica estatunidenca del 1984 dirigida per Stanley Donen i escrita per Charlie Peters i Larry Gelbart basada en la pel·lícula francesa de 1977 Un moment d'égarement, protagonitzada per un repartiment de conjunt, que inclou Michael Caine, Joseph Bologna, Michelle Johnson, Valerie Harper, Demi Moore, i José Lewgoy.

## Argument
Matthew Hollis està casat amb Karen i és el pare de la filla adolescent Nikki. Victor Lyons, el company i millor amic de Matthew, que està passant per un divorci, és pare de Jennifer, de 15 anys. El matrimoni de Matthew no va bé per raons que no s'especifiquen. Poc abans d'embarcar-se en un viatge a Rio de Janeiro, la Karen diu que se'n va de vacances sola a Bahia per "pensar-ho tot". Matthew i Victor acorden anar a Rio amb les seves filles. Jennifer i Nikki comparteixen una habitació, on ella li diu a la Nikki "El teu pare és tan dolç... solia estar enamorat d'ell", a la qual cosa la Nikki respon "Jo també". A la platja, el Víctor i el Matthew veuen molts músics i passen al costat de nombroses noies i dones que passegen en topless. Els pares veuen les seves filles en bikini a la distància, però les noies es giren per revelar que també estan en topless.
Després de deixar les noies a un casament, els homes visiten un pub. Després que Victor va amb una divorciada local, Matthew va al casament, on es troba amb Jennifer. De sobte, tots els assistents al casament es tiran de les seves calces i calçotets i es submergeixen al fred oceà. Jennifer insisteix a que Matthew s'uneixi a ells i es treu la part superior. Tan bon punt Matthew diu que l'aigua és més càlida del que s'esperava, Jennifer li fa un petó apassionadament, cosa que la Nikki presencia, i els dos procedeixen a mantenir relacions sexuals a la platja. L'endemà al matí, Matthew subratlla que no pot passar mai més, però sense èxit, Jennifer sedueix Matthew en diverses situacions inadequades. En un moment donat, mentre el Víctor i la Nikki esmorzen al jardí, Jennifer fa un petó en Matthew mentre s'afaita i li transfereix una mica d'escuma d'afaitar a la galta. En un altre moment, li toca la protuberància de l'entrecuix des de sota la taula mentre sopa i, finalment, els dos tornen a fer l'amor.
Jennifer, entre llàgrimes, li diu al seu pare que va tenir una aventura amb un "home gran". En Víctor es posa furiós i es proposa caçar l'home misteriós, esperant que Matthew ajudi. Mentre Matthew intenta convèncer a Jennifer perquè acabi la seva relació, ella està decidida a no renunciar mai a ell i es fa una foto nua i se la regala a Matthew en públic mentre va al Sugarloaf Cable Car. En última instància, Matthew revela al seu amic que Jennifer va tenir una aventura amb ell. En Víctor no està tan irritat com en Matthew espera, perquè es revela que Victor ha tingut una aventura amb la Karen.
Jennifer intenta suïcidar-se amb una sobredosi de píndoles anticonceptives, però sobreviu i l'incident apropa a tots els amics, però els homes s'oposen constantment a la mala conducta sexual dels altres. Karen i Matthew decideixen treballar en els seus problemes matrimonials, Jennifer comença a sortir amb un jove infermer que va conèixer mentre es recuperava a l'hospital, i Matthew agraeix a la filla Nikki que sigui l'única que no s'ha portat malament. Quan comencen els crèdits de tancament, Matthew, en la narració de veu en off, diu "Només vius una vegada, però ajuda si arribes a ser jove dues vegades".

## Repartiment
- Michael Caine com a Matthew Hollis
- Joseph Bologna com a Victor Lyons
- Michelle Johnson com a Jennifer Lyons
- Demi Moore com a Nicole (Nikki) Hollis
- Valerie Harper com a Karen Hollis
- José Lewgoy com a Eduardo Marques
- Lupe Gigliotti com a Signora Botega
- Nelson Dantas com a Doctor

## Producció
La pel·lícula es va rodar a Rio de Janeiro.Johnson, que tenia 17 anys en el moment de la filmació, va rebre permís d'un tribunal per aparèixer en topless i ensenyant el cul en algunes escenes de la pel·lícula.

## Recepció
Vincent Canby, en una ressenya de Blame It on Rio, va escriure "no hi ha un sol moment divertit o sorprenent a la pel·lícula. Tanmateix, Blame It on Rio no és simplement sense humor. També propaga la tristesa. The Canberra Times va descriure Blame It on Rio com "una de les pitjors pel·lícules que s'han fet mai i sens dubte la brossa més banal que porta el nom de Michael Caine als crèdits, i té uns quants fracassos al seu crèdit."Roger Ebert va donar la pel·lícula 1 estrella de 4, escrivint: "És realment inquietant veure amb quina casualitat aquesta pel·lícula pren una situació greu. Una noia pertorbada està utilitzant el sexe per jugar jocs mentals amb un home de mitjana edat, i la pel·lícula s'encanta amb escenes de bufetades... El que és impactant és quants talents de primer ordre s'associen amb aquest despropòsit."
Rotten Tomatoes va donar a Blame It on Rio una puntuació del 7%, basada en les crítiques de 27 crítics. El consens es resumeix: "No és clar qui és el més culpable de l'equívoc total d'aquesta comèdia esgarrifosa, però les seves rialles malignes i el seu romanç incòmode farà que el públic se senti culpable molt després."